# Sweetest Thing
"Sweetest Thing" é uma canção da banda de rock irlandesa U2. Foi lançada originalmente em 1987, sendo um b-side da canção "Where the Streets Have No Name". É a décima faixa e primeiro e único single do álbum The Best of 1980-1990, sendo lançada como single em 1 de outubro de 1998. A canção alcançou as posições de número #1 no Canadá e Portugal, #3 no Reino Unido, #6 na Austrália, #63 no Billboard Hot 100, #9 no 'Modern Rock Tracks e #31 no Mainstream Rock Tracks dos Estados Unidos.
A canção teria sido escrita por Bono, como um pedido de desculpas à sua mulher Ali Hewson, por ter que trabalhar no estúdio durante as sessões do álbum The Joshua Tree justo na data de aniversário de sua esposa.

## Paradas e posições
| Paradas (1998)                   | Melhor posição |
| -------------------------------- | -------------- |
| Austrália Singles Chart          | 6              |
| Áustria Singles Chart            | 7              |
| Bélgica Ultratop 50 (Flanders)   | 23             |
| Bélgica Ultratop 40 (Valônia)    | 33             |
| Canadá Hot 100                   | 1              |
| Alemanha Singles Chart           | 7              |
| França Singles Chart             | 18             |
| Irlanda Singles Chart            | 1              |
| Nova Zelândia Singles Chart      | 3              |
| Noruega Singles Chart            | 4              |
| Suécia Singles Chart             | 6              |
| Suíça Singles Chart              | 28             |
| UK Singles Chart                 | 3              |
| Billboard Hot 100                | 63             |
| Billboard Hot Modern Rock Tracks | 9              |
| Billboard Adult Top 40 Tracks    | 12             |